# Клохджордан
Клохджордан (англ. Cloughjordan; ирл. Cloch Shiurdáin, «камень Джордана») — деревня в Ирландии, находится в графстве Северный Типперэри (провинция Манстер).
Местная железнодорожная станция была открыта 5 октября 1863 года.

## Демография
Население — 394 человека (по переписи 2006 года). В 2002 году население составляло 431 человек.
Данные переписи 2006 года:
| Общие демографические показатели |               |                               |                               |      |      |
| Всё население                    | Всё население | Изменения населения 2002—2006 | Изменения населения 2002—2006 | 2006 | 2006 |
| 2002                             | 2006          | чел.                          | %                             | муж. | жен. |
| 431                              | 394           | −37                           | −8,6                          | 215  | 179  |